# Каллум Бріттен
Каллум Джеймс Бріттен (англ. Callum James Brittain; нар. 12 березня 1998, Бедфорд, Англія) — англійський футболіст, фланговий захисник «Блекберн Роверз».

## Ігрова кар'єра

### Клубна
Каллум Бріттен є вихованцем клубу «Мілтон-Кінз Донз», де він почав займатися в клубній академії з восьмирічного віку. Перед початком сезону 2016/17 Бріттен підписав з клубом професійний контракт.
В травні 2016 року футболіст був відправлений в оренду в ісландський клуб «Троттур», де до липня провів шість матчів. 28 січня 2017 року Бріттен дебютував в першій команді «Мілтон-Кінз Донз». В червні 2017 року контракт гравця з клубом було продовжено до літа 2018 року. В січні 2018 року контракт ще раз було продовжено до літа 2020 року.
В жовтні 2020 року Бріттен перейшов до клубу Чемпіоншип «Барнслі», з яким підписав трирічний контракт. В сезоні 2020/21 разом з командою Каллум дійшов до перехідного плей - оф.
В липні 2022 року Каллум Бріттен перейшов до іншого клубу Чемпіоншип «Блекберн Роверз», підписавши з клубом контракт на чотири роки.

### Збірна
У вересні 2017 року Каллум Бріттен дебютував у складі збірної Англії (U-20).